# يوسوك ياماموتو
يوسوك ياماموتو (باليابانية: 山本裕典؛ بالكانا: やまもと ゆうすけ) هو ممثل ياباني، ولد في 19 يناير 1988 في آيتشي في اليابان.

## أعمال

### أفلام
- (2012) ساداكو 3 دي[4]
- (2013) ساداكو 3 دي 2[5]

## وصلات خارجية
- الموقع الرسمي
- يوسوك ياماموتو على موقع IMDb (الإنجليزية)
- يوسوك ياماموتو على موقع ألو سيني (الفرنسية)
- يوسوك ياماموتو على موقع أول موفي (الإنجليزية)
- يوسوك ياماموتو على موقع قاعدة بيانات الفيلم (الإنجليزية)
- يوسوك ياماموتو على موقع كينوبويسك (الروسية)